# Jia Guang
Jia Guang (贾光S, Jiǎ GuāngP; Shanghai, 9 febbraio 1980) è un'ex cestista cinese.

## Carriera
Con la Cina ha disputato i Campionati mondiali del 2006.